# Tillicoultry Manse
Die Tillicoultry Manse ist das Pfarrhaus der Parish Church of St. Serf in der schottischen Stadt Tillicoultry in der Council Area Clackmannanshire. Das Pfarrhaus stammt aus dem Jahre 1811, ist also älter als die zugehörige Kirche. 1977 wurde es in die schottischen Denkmallisten in der Kategorie C aufgenommen.

## Beschreibung
Die Tillicoultry Manse liegt südlich der Parish Church of St. Serf abseits der A91, die als Hauptstraße durch die Stadt verläuft, im Südwesten der Stadt. Es stammt aus dem Jahre 1811, wurde jedoch später erweitert. Der Entwurf stammt aus dem Jahre 1805 von dem Architekten William Stirling aus Dunblane, der auch die 1829 errichtete Kirche plante. Das Mauerwerk des zweistöckigen Gebäudes besteht aus Bruchstein. Die Eingangstüre befindet sich mittig in der Westfassade und schließt mit einem Segmentbogen oberhalb des Oberlichts ab. Darüber befindet sich ein Architrav. Die Fenster sind auf drei vertikalen Achsen angeordnet. Ein Drillingsfenster an der Nordfassade entspricht nicht dem Originalzustand und wurde später hinzugefügt.